# Гудок (газета)
«Гудо́к» — российская общефедеральная отраслевая газета железнодорожников. На её базе создано ОАО «Издательский дом „Гудок“», акции которого принадлежат ОАО «РЖД».
В прошлом газета «Гудок» — орган Министерства путей сообщения СССР и ЦК профсоюза рабочих железнодорожного транспорта. Издаётся в Москве с 10 (23) декабря 1917 года. В настоящее время издательский дом «Гудок» образует холдинг, в который помимо газеты входит телеканал РЖД-ТВ, сайт Gudok.ru и ряд других СМИ.

## История

С 1918 года газета «Гудок» издавалась здесь. Вознесенский переулок, 7.
Здание снесено в 2002 году

В марте 1918 года газете «Гудок» было передано двухэтажное здание князя В. А. Черкасского постройки начала XIX века по адресу Вознесенский переулок, дом 7 в районе Большой Никитской улицы (с 1886 года здание занимала закрытая большевиками газета «Русские ведомости»). Здание «Гудка» и его помещения подробно описаны в романе «Двенадцать стульев» в главе «Общежитие имени монаха Бертольда Шварца». Здесь же, в общежитии при редакции, в каморках с фанерными стенками жили литсотрудники Юрий Олеша и Илья Ильф. В комплексе на Вознесенском редакция и типография этого издания находились до 1998 года: к тому времени земля в центре Москвы сильно подорожала, и при министре путей сообщения Н. Аксёненко здания были проданы структурам бизнесмена Б. Березовского. Ветхое строение, не имевшее охранного статуса, снесено при реновации квартала в 2002 году.
В мае 1920 года, с началом в Советской России кампании по восстановлению транспорта, газета стала выходить ежедневно под названием «Гудок».
В 1920-е годы большую известность приобрела т. н. четвёртая полоса «Гудка», носившая сатирический характер. Здесь помещались злободневные фельетоны, в том числе написанные на материале писем рабочих корреспондентов и читателей.
В газете сотрудничали писатели и журналисты — И. А. Ильф, Е. П. Петров, М. А. Булгаков, В. П. Катаев, Ю. К. Олеша, К. Г. Паустовский, С. С. Смирнов, В. А. Чивилихин, Л. И. Славин, М. М. Зощенко, А. А. Кабаков, В. Д. Дранников, А. Ю. Сегень и другие. В газете работал поэт-долгожитель Саша Красный.
В 1958 году в связи с выходом 10-тысячного номера газета «Гудок» награждена Орденом Трудового Красного Знамени. Тираж на 1971 год был около 700 тыс. экз.

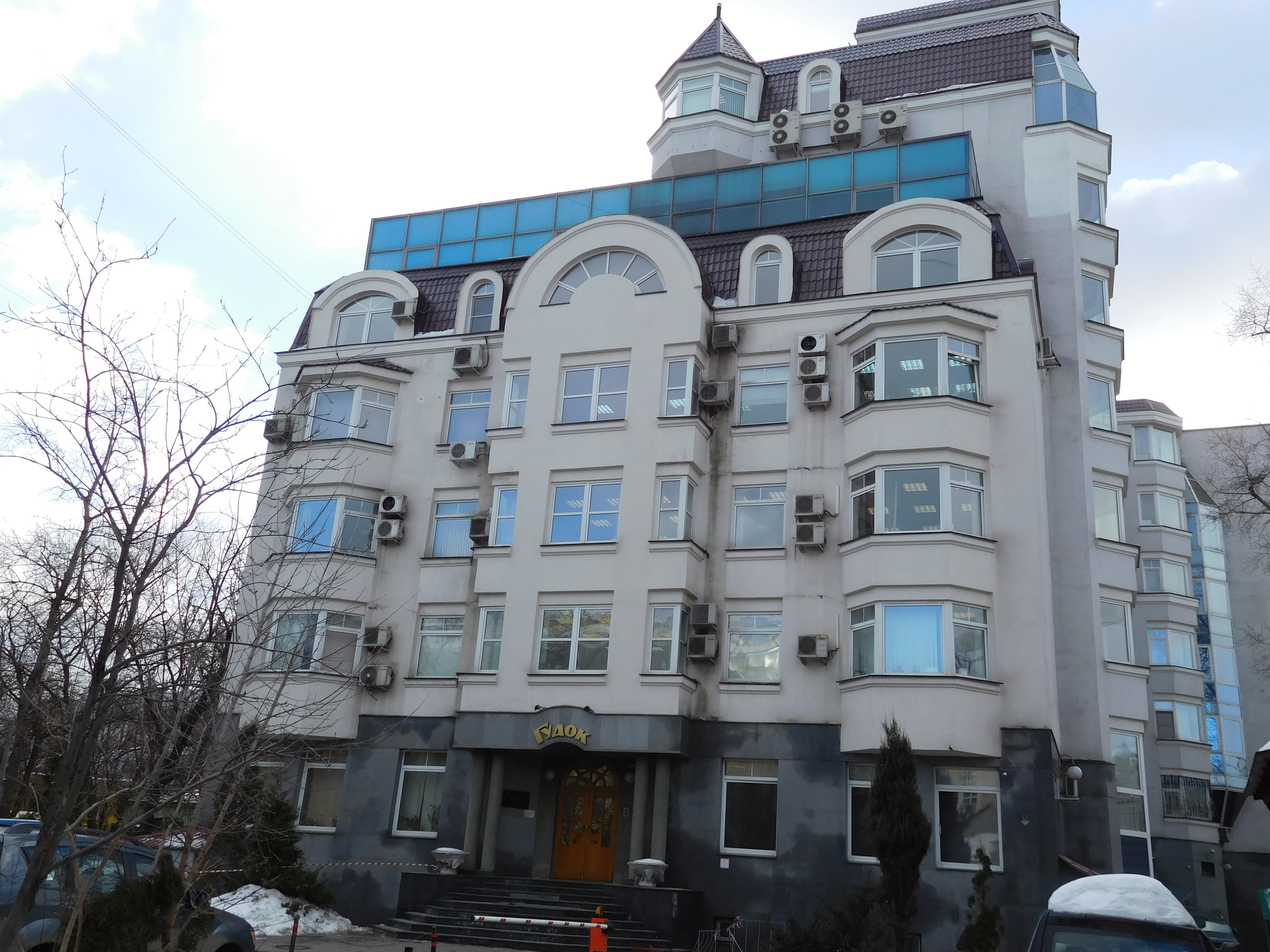
В этом здании выпускается газета «Гудок» с 2000 года

После упразднения МПС и образования ОАО «РЖД» акции «Гудка» с начала 2004 года находились в распоряжении Росимущества. В соответствии с планом приватизации 2007 года газета «Гудок» была внесена в уставный капитал ОАО «Российские железные дороги» в ходе эмиссии в пользу государства.
С начала сентября 2007 года «Гудок» выходит в полноцветном формате, приближенном к научно-техническому изданию с элементами корпоративного информационного бюллетеня.
C 1 апреля 2011 года при главном редакторе Александре Ретюнине создан холдинг ОАО «Издательский дом „Гудок“», объединивший в одной связке общероссийское издание и все 15 дорожных газет России. Это дало импульс развитию регионального сегмента «Гудка»: дорожные газеты, будучи включёнными в федеральный выпуск, эволюционировали от застрявших в прошлом производственных многотиражек к современным профессиональным изданиям, обрели аналитический деловой стиль, получили яркое привлекательное оформление, стали содержательнее, острее поднимают проблемы не только отраслевого масштаба.
21 декабря 2012 года в ЦДКЖ состоялся праздничный вечер по случаю 95-летия газеты. Тираж на 2012 год составлял 320 тыс. бумажных экземпляров.
По состоянию на 2017 год ежедневная транспортная газета «Гудок» на 8 бумажных полосах выходит 5 раз в неделю с региональной полосой (выпуск по пятницам включает в себя 4 региональные полосы) тиражом 114 тыс. экземпляров. Электронная версия газеты рассылается на 243 тыс. электронных адресов. С 2021 года в понедельник издание выходит на 4 полосах. Газета является крупнейшим железнодорожным изданием в России, печатается в 28 городах России и Казахстана. Учредители: Журналистский коллектив редакции газеты «Гудок», ОАО «РЖД», Российский профсоюз железнодорожников и транспортных строителей. Бо́льшая часть публикуемых материалов связаны с железнодорожным транспортом. Филиалы ОАО «Гудок» — газета «Московский железнодорожник» и ещё 14 региональных газет, издающихся в одной «тетрадке» с «Гудком».
25 декабря 2017 года со 100-летием газету в числе других поздравил президент России Владимир Путин.
В мае 2021 года Российский союз промышленников и предпринимателей назвал газету «Гудок» в числе четырёх лучших отраслевых изданий года.
С 2022 года газета в целях экономии расходов на бумажную версию выходит в формате А3.

## Управление и штат

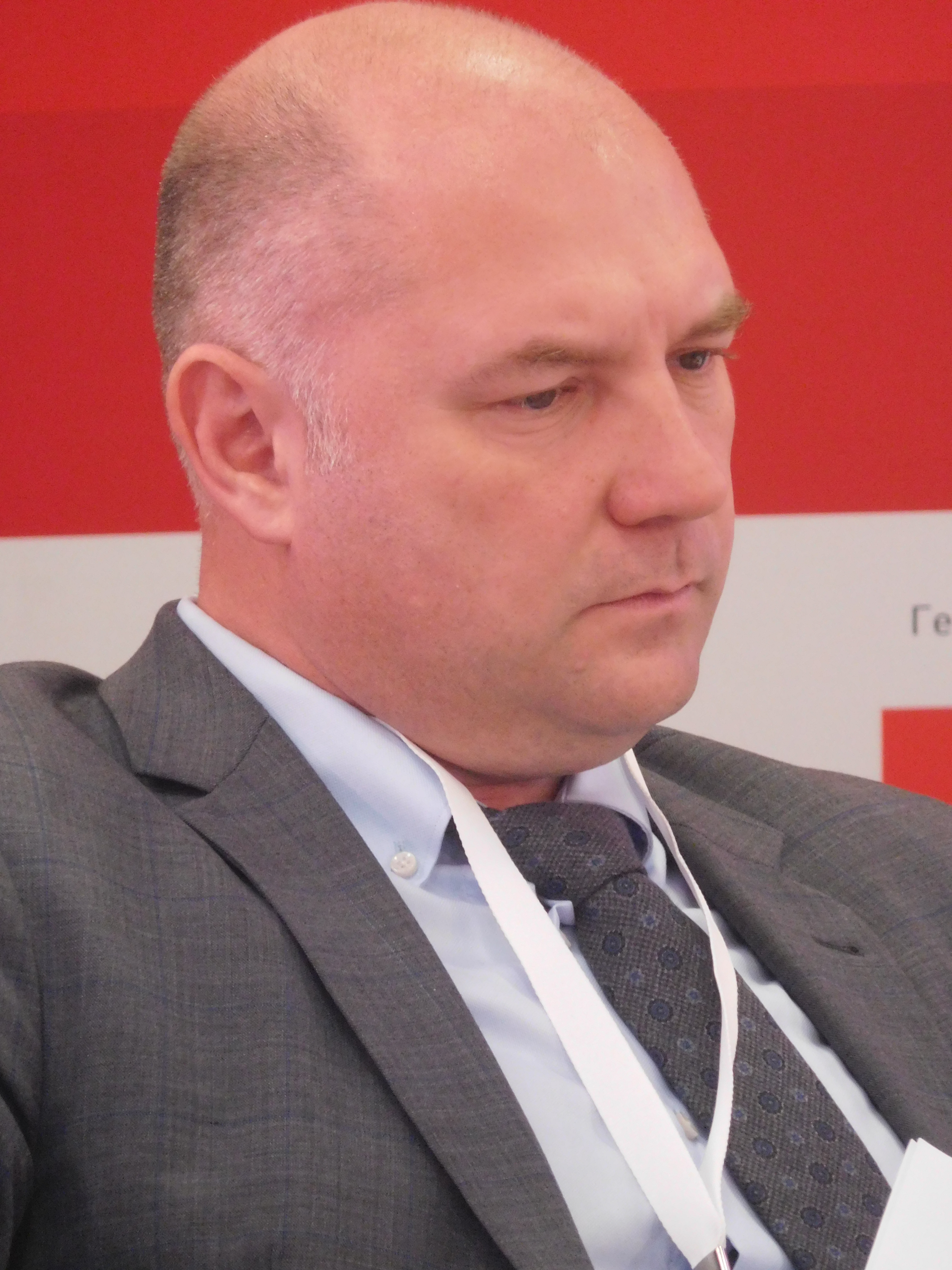
Главный редактор в 2016—2022 годах Алексей Харнас

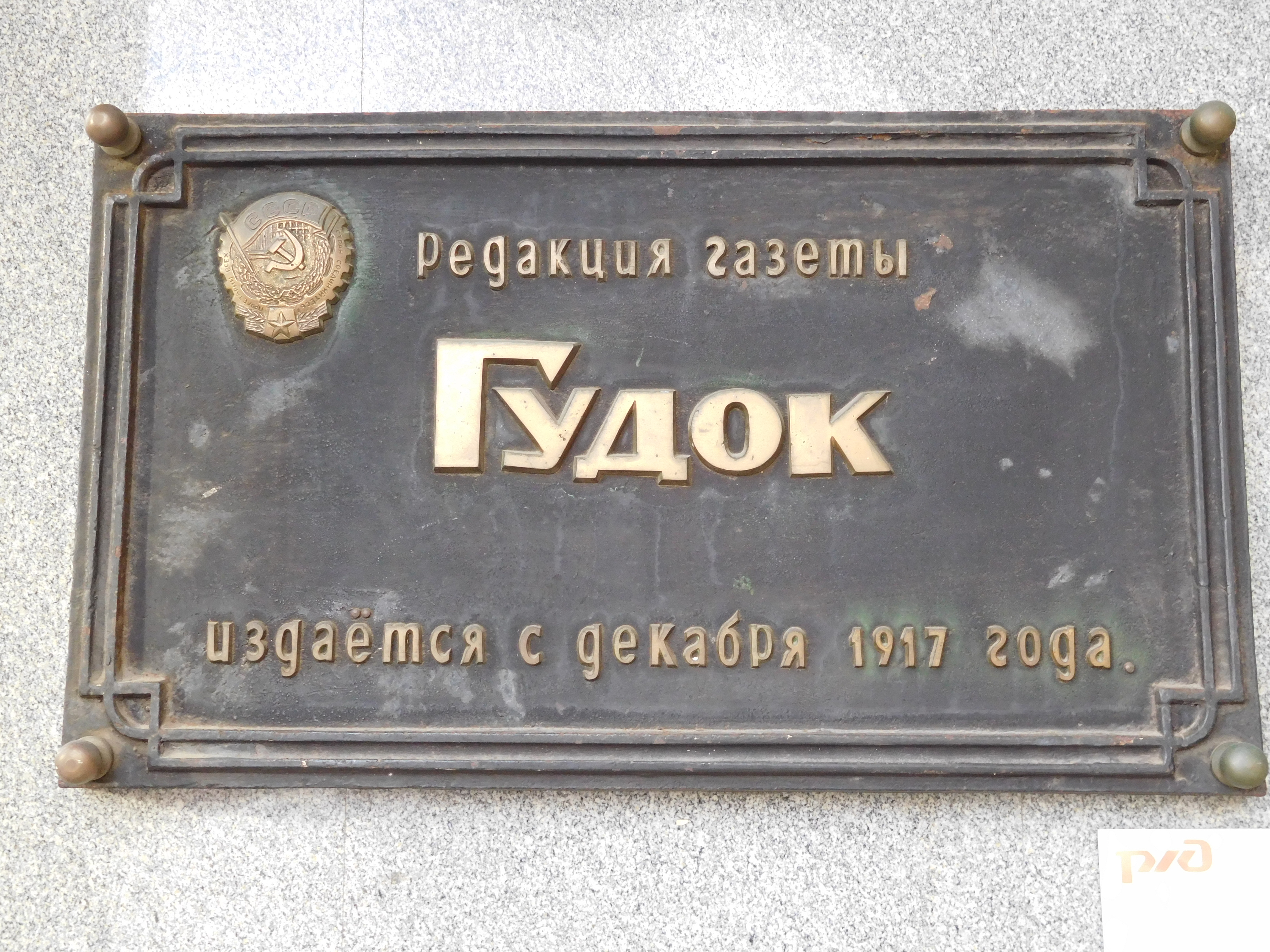
Вывеска на входе

В газете «Гудок» по состоянию на 2017 год работали около 120 человек, в том числе около 70 журналистов.
Главный редактор газеты «Гудок» с октября 2016 года по январь 2022 года — Алексей Харнас (род. 11 июля 1971, Москва).
Главный редактор с 17 января 2022 года — политтехнолог и психолог Михаил Маркин.
Главный редактор с 1 марта 2023 года — журналист и медиаменеджер, основатель EdExpert Денис Кравченко.

## Главные редакторы до 2016 года
- 1953—1980 годы — Борис Красников
- 1990-е годы — Юрий Казьмин
- 1999—2002 — Сергей Фролов[11]
- 2002—2005 — Игорь Янин
- 2005—2010 — Владимир Змеющенко[12]
- 2010—2016 — Александр Ретюнин

## Факты

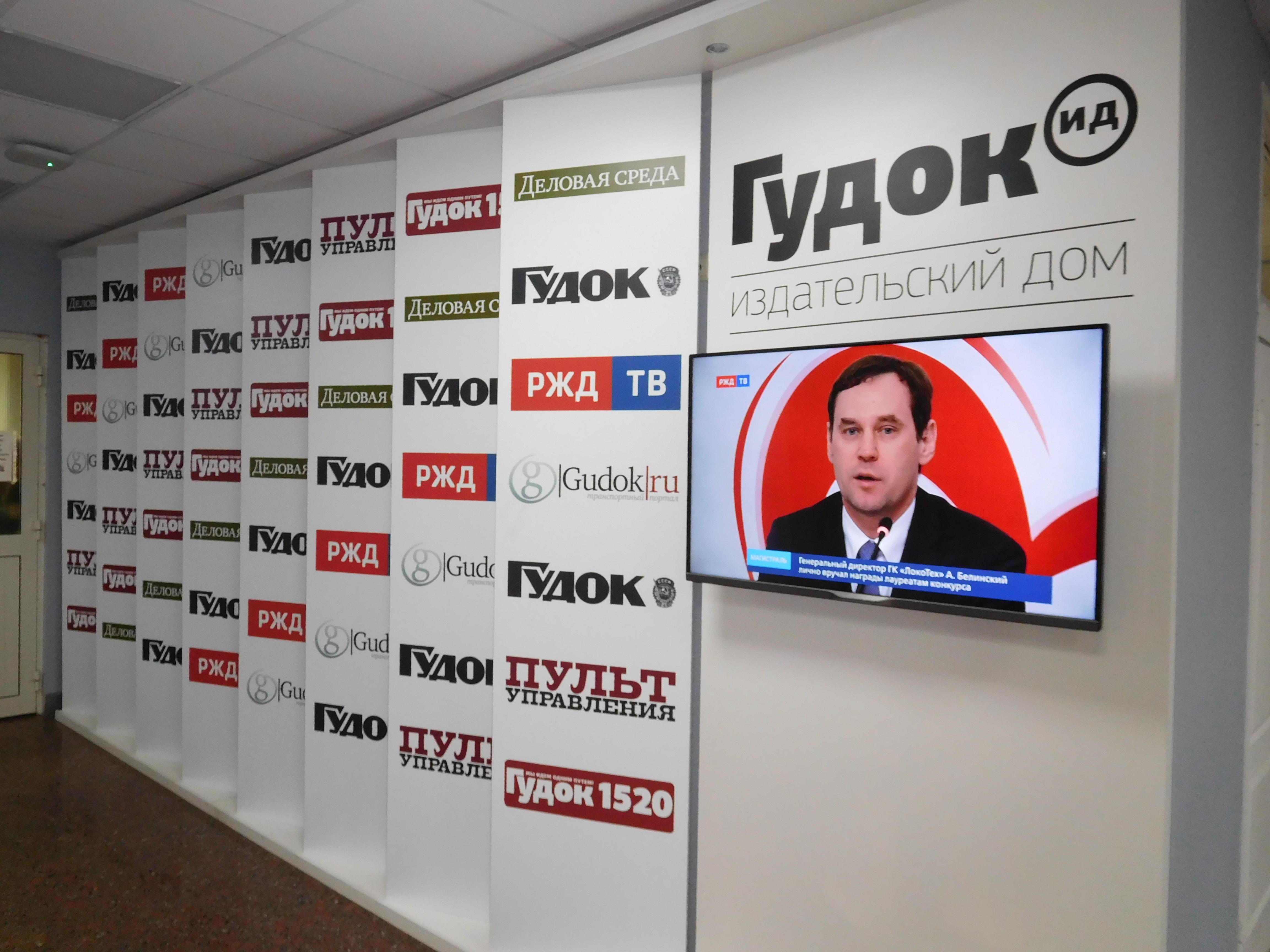
Интерьер редакции с логотипами изданий, входящих в ИД

- Наиболее популярная дорожная газета, выходящая ежедневно 7-й (3-й) полосой основного издания тиражом более 30 000 экз. — «Московский железнодорожник».
- В 2013—2015 годах еженедельно каждую пятницу выходил выпуск «Гудок Пятница» в формате А3.
- В ходе пресс-конференции В. Путина на Всемирной конференции по климату 1 декабря 2015 года в Париже первый вопрос об итогах форума задала обозреватель газеты «Гудок» Ольга Соломонова[13].
- Газета «Гудок» упоминается в мультфильме «Приключения домовёнка». Хозяин дома, в котором живут Кузька и Нафаня, читает газету «Гудок».